# Krista Vernoff
Krista Vernoff es una talentosa escritora nacida en Estados Unidos. Gran parte del trabajo Vernoff ha sido en el medio de la televisión.
Vernoff actualmente es miembro del equipo creativo de la popular serie Grey's Anatomy como productora ejecutiva, y también ha escrito varios episodios de la serie. Se le atribuye la introducción de la frase seriously en el diálogo de los episodios de Grey's Anatomy. La creadora de la serie Shonda Rhimes dice que Vernoff utiliza esta frase con frecuencia , y  dijo que correctamente puede transmitir el sarcasmo, la consternación, incredulidad, un sentimiento de superioridad moral y ética, y el castigo suave, a la vez.

En mayo de 2007, ABC anunció que se convertiría en productora ejecutiva y escritora principal de Grey's Anatomy, debido a que la creadora Shonda Rhimes tenía responsabilidades adicionales con el aumento de su nuevo espectáculo, Private Practice.
También fue nominada para los Premios Emmy como mejor escritora por la serie Grey's Anatomy.

## Televisión
| Año                 | Título                        | trabajo                                          |
| ------------------- | ----------------------------- | ------------------------------------------------ |
| 2000-2004           | Charmed                       | Coproductora                                     |
| 2004                | Wonderfalls                   | Escritora y productora                           |
| 2004                | Law & Order                   | Escritora                                        |
| 2005-2011 2017-2023 | Grey's Anatomy                | Escritora, showrunner y productora ejecutiva     |
| 2006                | Me, My Guitar, and Don Henley | Autora Teatral                                   |
| 2009-2012           | Private Practice              | Escritora y Consultora de Producción (2011-2012) |
| 2019-2023           | Station 19                    | Showrunner                                       |